# 奈斯爾王朝
奈斯爾王朝（阿拉伯文：بنو نصر，西班牙文：Nazarí）是格拉納達酋長國的統治王朝，於1232年至1492年統治伊比利半島南部。建立者是穆罕默德·奈斯爾，來自阿爾霍納的一位軍閥。

奈斯爾王朝徽章

## 君主
- 穆罕默德一世，1238－1273年在位
- 穆罕默德二世，1273－1302年在位
- 穆罕默德三世，1302－1309年在位
- 奈斯爾，1309－1314年在位
- 伊斯瑪儀一世，1314－1325年在位
- 穆罕默德四世，1325－1333年在位
- 優素福一世，1333－1354年在位
- 穆罕默德五世（英语：Muhammad V of Granada），1354－1359年在位（第一次）
- 伊斯瑪儀二世，1359－1360年在位
- 穆罕默德六世（英语：Muhammad VI of Granada），1360－1362年在位
- 穆罕默德五世，1362－1391年在位（第二次）
- 優素福二世，1391－1392年在位
- 穆罕默德七世（英语：Muhammad VII of Granada），1392－1408年在位
- 優素福三世（英语：Yusuf III of Granada），1408－1417年在位
- 穆罕默德八世（英语：Muhammad VIII of Granada），1417－1419年在位（第一次）
- 穆罕默德九世（英语：Muhammad IX of Granada），1419－1427年在位（第一次）
- 穆罕默德八世，1427－1430年在位（第二次）
- 穆罕默德九世，1430－1445年在位（第二次）
- 穆罕默德十世（英语：Muhammad X of Granada），1445－1447年在位
- 穆罕默德九世，1447－1453年在位（第三次）
- 穆罕默德十一世（英语：Muhammad XI of Granada），1453－1454年在位
- 阿布·奈斯爾·薩德，1455－1464年在位
- 阿布·哈桑·阿里，1464－1485年在位
- 穆罕默德十二世，1486－1492年在位[1][2]